# 少毛西域荚蒾
少毛西域荚蒾（学名：Viburnum mullaha var. glabrescens）为五福花科荚蒾属西域荚蒾的变种。分布于不丹、印度、克什米尔、锡金、尼泊尔以及中国大陆的西藏等地，生长于海拔2,200米至2,700米的地区，常生长在沟谷杂木林中，目前尚未由人工引种栽培。